# Sayeret Matkal
Sayeret Matkal (Hebreeuws: סיירת מטכ"ל) is een speciale eenheid van het Israëlische leger (Israel Defense Forces - IDF), operationeel sinds circa 1958. De voornaamste activiteiten van de commando's zijn infiltraties diep in het vijandelijke gebied om cruciale, strategische informatie en inlichtingen te bemachtigen. De commando-eenheid is daarnaast belast met anti-terreuroperaties, waaronder het beëindigen van gijzelingen buiten de grenzen van Israël. De eenheid valt direct onder het directoraat van de militaire inlichtingendienst van IDF (aangeduid met "Aman") en is opgericht naar het voorbeeld van de Special Air Service (SAS) van het Britse leger en heeft zelfs het motto van haar oprichter David Stirling overgenomen: "Wie waagt, die wint". Sayeret Matkal is de Israëlische equivalent van de Delta Force van de Verenigde Staten en de Britse SAS onder andere. Het bestaan van de patrouille-eenheid van Generale Staf is jarenlang niet bevestigd door de Israëlische overheid.

## Geschiedenis

### Eenheid 101
Het legeronderdeel "Eenheid 101", vernoemd naar het opleidingskamp nummer 101, werd in augustus 1953 opgericht door de stafchef om het hoofd te bieden aan toenemende Arabische invallen na de Israëlische Onafhankelijkheidsoorlog, dit naar aanleiding van een voorstel van brigadier Michael Shacham. Ariel Sharon, toen nog een majoor, rekruteerde veertig ervaren guerrilla's. In 1954 werd deze, Israëls eerste eenheid voor bijzondere operaties, ontbonden vanwege publieke verontwaardiging over de operatie Shoshana tegen de inwoners van Qibya, een dorp op de Westelijke Jordaanoever, die op een bloedbad uitliep. Door de acties van de eenheid en paratroepers van IDF kwamen 69 inwoners om het leven. Deze operatie in oktober 1953 was een reactie op een incident waarbij drie Joodse burgers in Yehud om het leven kwamen door een aanslag van een Palestijn vanuit Jordanië. Na het ontbinden van de eenheid van vijftig man had IDF tijdelijk geen speciale eenheid, met de uitzondering van de Sjajetet 13, een speciale eenheid van de marine. Deze eenheid kon de gespecialiseerde taken van Eenheid 101 niet volledig op zich nemen. In 1957 vroeg Avraham Arnan, een voormalig student jesjiva en Palmach-soldaat, de militaire staf van IDF om een speciale eenheid in het leven te roepen, die in staat is om topgeheime operaties op vijandelijk gebied uit te voeren en daarbij inlichtingen te verzamelen.

### Oprichting van "De Eenheid"
Arnans idee, gesteund door David Ben-Gurion en Yitzhak Rabin, was om een commando-eenheid samen te stellen uit de besten van de Israëlische jeugd. De bedoeling was om de commando's in spe zorgvuldig te rekruteren zodat de eenheid uit fysiek sterke en intelligente soldaten samengesteld kon worden en daardoor op een ongeëvenaarde uitvoering gaf aan de operaties. Maakte de eenheid aanvankelijk deel uit van Amans Eenheid 157, één jaar later begon het onafhankelijk te opereren als speciale eenheid van het militaire hoofdkwartier naar het model van de Britse SAS. Leden van de eenheid werd getraind door spoorzoekers van de Bedoeïenen om hun begrip van en inzicht in hun tegenstanders te vergroten. Met dank aan de nauwe samenwerking met de Israëlische eerste helikoptersquadron, die een jaar eerder opgericht was, was Sayeret Matkal in staat om langer en verder op het Arabisch territorium te opereren dan zijn voorganger. Arnans visie van Sayeret Matkal, waarvan hij de eerste bevelvoerder was, was een eenheid die strategische inlichtingen ging verzamelen en andere, speciale operaties kon uitvoeren; in die hoedanigheid zou het zijn opdrachten alleen van het hoofdkwartier krijgen. Sayeret Matkal zou ook nieuwe wapens en doctrines beoordelen, die relevant waren voor de rest van Israëlische strijdkrachten.

### Faciliteiten en bevoegdheden
De eenheid was gestationeerd bij een militaire vliegveld en kon beschikken over de landingsbaan, rond 200 commando's die paraat stonden (reservisten niet meegeteld). Bij een deel van oefeningen en operaties gingen ook hospikken (artsen) mee. Om niet meer te hoeven wachten op de toestemming voor specifieke operaties bij het begin van een oorlog is de bevelstructuur bij deze eenheid gaandeweg gewijzigd dat zij bij het begin van een nieuw gewapend conflict vrijwel zelfstandig opereert, tijd is in oorlog namelijk cruciaal voor een succes. Illustratief voor de toegenomen autonomie is toen de eenheid besloot om een half dozijn hoge legerstaf-officieren van IDF te ontvoeren, toen deze om een demonstratie van hun kunnen had gevraagd.

### Bekende operaties
Vanwege de duur van benodigde planning, voorbereidingen en excessieve training, die nodig was om zijn operaties uit te kunnen voeren kon Sayeret Matkal niet in actie komen gedurende de Zesdaagse Oorlog. In de daaropvolgende Uitputtingsoorlog van 1967 tot 1970 was de eenheid wel betrokken. Vanaf 1967, beïnvloed door toenemende aantal incidenten waarin Palestijnen geweld tegen Joden gingen gebruiken, daarbij aangemoedigd door groeperingen zoals de Palestijnse Bevrijdingsorganisatie (PLO), begon Sayeret Matkal zich te specialiseren in het beëindigen van gijzelnemingen en anti-terrorisme. De eenheid was de eerste die de benodigde tactieken hiervoor ontwikkelde en erop ging trainen wereldwijd. De eerste operatie op dit gebied werd "Operatie Isotoop" (Operation Isotope) op 9 mei 1972, waarbij de door leden van de Palestijnse terreurorganisatie Zwarte September gegijzelde passagiers van vlucht 571 van Sabena bevrijd werd. Twee van de mannelijke gijzelnemers werden daarbij geliquideerd. Deze en de daaropvolgende operaties van Sayeret Matkal kwamen in de publiciteit, de groep werd daarbij aangeduid als "elite paratroepers" doordat de Israëlische overheid nog geen ruchtbaarheid had gegeven aan het bestaan van deze eenheid. Medewerkers van Sayeret Matkal waren naar West-Duitsland gestuurd om met de autoriteiten samen te werken voor de Olympische Spelen van 1972. Zo nodig zouden ze optreden bij gijzelnemingen. Er werd echter geen aandacht besteed aan hun advies toen het bloedbad van München plaatsvond waarbij Joodse deelnemers aan het Spelen werden vermoord. In augustus 1972 kreeg de hieraan gerelateerde en langlopende operatie "De toorn van God" (Wrath of God) de autorisatie van Golda Meïr. De liquidaties van de bij het bloedbad betrokken personen tot circa 1992 worden aan Israëls geheime dienst Mossad toegeschreven. In het kader van deze operatie heeft Sayeret Matkal in 1973 een aantal doelen van de PLO in Beiroet onder de handen genomen en het leven van drie hooggeplaatste leden van de organisatie beëindigd.
De Jom Kipoeroorlog in 1973 bracht een ommekeer teweeg binnen de eenheid. Israël vocht toen de oorlog uit op twee fronten, wat alle energie van het hoofdkwartier opeiste, zodanig dat Sayeret Matkal werkeloos verdere instructies moest afwachten. In deze situatie ontstonden er twee kampen binnen de groep; de ene wilde de zeer specifiek getrainde soldaten niet met minimale planning het slagveld laten opgaan met alle gevolgen van dien maar hen alleen inzetten wanneer en waar dat echt nodig was. De andere kamp trok aan het langste eind waardoor de soldaten alsnog op beide fronten ingezet werd.
Na de oorlog begon Sayeret Matkal strategieën te ontwikkelen om zo goed mogelijk te anticiperen op een beginnende oorlog, zodanig dat de eenheid dan direct in actie kon gaan zonder nadere instructies af te moeten wachten. De reserve-eenheid van Sayeret Matkal werd ook speciaal getraind om nauw samen te gaan werken met de Israëlische luchtmacht (Israeli Air Force - IAF), een samenwerking die uiteindelijk in de nadagen van de Jom Kipoeroorlog tot een nieuwe elite-eenheid van de luchtmacht leidde, de Shaldag Unit met het nummer 5101.
In 1974 leed Sayeret Matkal een significante nederlaag toen een reddingspoging tot de dood van 22 kinderen leidde bij de gijzeling in Ma'alot. Het fiasco leidde tot de oprichting van Yamam, een in anti-terrorisme gespecialiseerde politie-eenheid voor operaties op eigen grondgebied, zodat Sayeret Matkal zich kon concentreren op het buitenland. Twee jaar later kwamen ze in actie bij de beroemd geworden Operatie Entebbe om gegijzelde passagiers in Oeganda te redden. Ondanks de dood van vier gijzelaars en de bevelvoerende luitenant-kolonel Jonathan Netanyahu (de broer van Benjamin) werd de missie toch als succesvol gezien en verfilmd.
In april 1988 kon de eenheid in Tunis de 53-jarige leider en vicepresident van de PLO Khalil Al-Wazir, beter bekend als Abu Jihad, neutraliseren.
Hoewel het een topgeheim eenheid betrof hadden ze toch aanzienlijke invloed op het Israëlische leger. Het bedacht de techniek om met behulp van een helikopter te infiltreren en vanwege hun intensieve gebruik van de Uzi konden ze de Israel Military Industries overtuigen om een variant te produceren met uitklapbare houder om zo de nauwkeurigheid te vergroten en het wapen daarbij toch handzaam te houden.
In 2015 mocht de eenheid een "eervolle vermelding" ontvangen voor zijn activiteiten gedurende het conflict in de Gazastrook 2014, waarbij zij operatie "Protective Edge" (beschermende rand) uitvoerden.

## Rekrutering en training

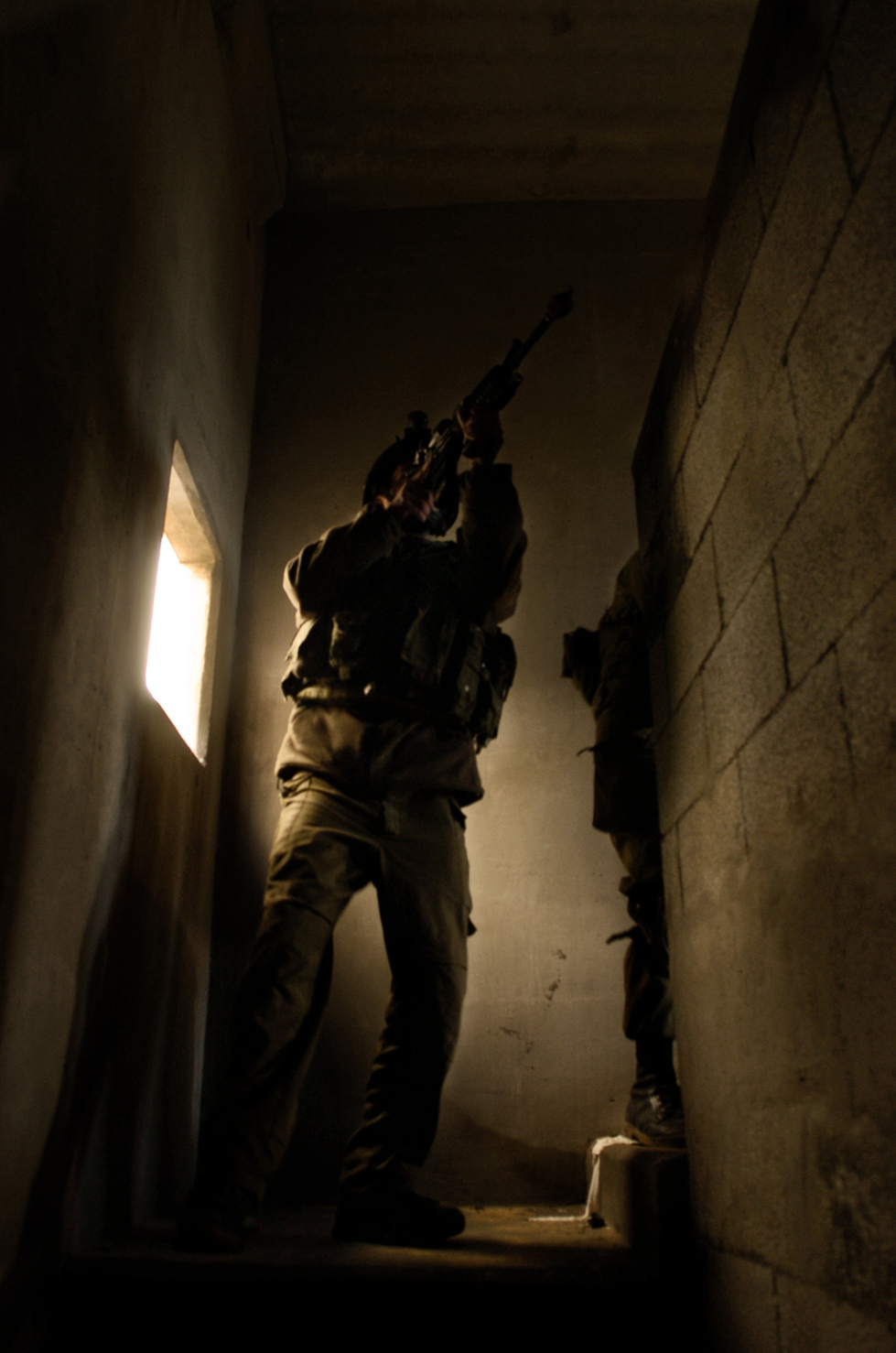
Een soldaat van Sayeret Matkal

Het bestaan van de eenheid was topgeheim in haar eerste jaren. De commando's en officieren werden met zorg geselecteerd en geworven binnen de persoonlijke kennissenkring van de betrokkenen. Pas in de jaren zeventig, het bestaan van de eenheid is dan nog steeds geheim, werd het opengesteld voor mensen van buiten. De kandidaten die in aanmerking kwamen moesten deelnemen aan een selectiekamp, die tweemaal per jaar gehouden werd, de Gibbush. Tijdens de selectiekamp moesten de kandidaten gedurende een lange periode het zonder slaap stellen, daarbij gemonitord door artsen en psychologen. Diegenen die het redden en ook nog een zekere score behaalden mochten zich bij de eenheid aansluiten. In de jaren negentig werd deze wijze van selecteren door andere commando-eenheden van IDF, de Sayeret, overgenomen.
Eenmaal toegelaten tot de eenheid, trainen de gerekruteerde commando's ruim anderhalf jaar. De nadruk van deze training ligt op lichte wapens, martial arts, navigatie, camouflage, infiltratie, het ondernemen van verkenningsmissies en andere vaardigheden die vereist zijn om te kunnen overleven bij operaties achter vijandelijke linies. Tijdens deze training moeten ze ook de mars der baretten in de laatste vier dagen voltooien om hun rode baret in ontvangst te mogen nemen.
De training is als volgt opgebouwd:
- Vier maanden de basis-training voor infanterie, in de basis van de Paratroopers Brigade; deze trainingsonderdeel maakt onderdeel uit van de reguliere basistraining voor paratroepers.[8]
- Twee maanden infanterie voor gevorderden binnen de eigen eenheid.[8]
- Drie weken parachute-training in de parachute-opleiding van IDF.[8]
- Vijf weken anti-terrorisme bij de opleiding van IDF die op antiterrorisme en oorlogvoering is gericht, gevolgd door een training binnen de eenheid.[8]
- De rest van de training is gericht op het infiltreren en patrouille diep in vijandelijke gebied, met focus op navigatie. Hoewel het navigeren tijdens training steeds door twee deelnemers gedaan wordt met oog op de veiligheid, net als bij iedere andere eenheid van IDF, staat Sayeret Matkal bekend als een van de weinige eenheden met commando´s die in staat zijn om solo op verkenning te gaan, ook in vijandelijk gebied.[8]

Sayeret Matkal is een van de weinige eenheden waarvan de soldaten het verboden wordt om hun insignes in het publiek te dragen vanwege de classificatie als geheime, militaire inlichtingendienst. Ironisch genoeg zijn ze aan het ontbreken ervan te herkennen, doordat het bekend is bij publiek dat maar van een handvol eenheden de soldaten geen insigne mogen dragen.
Als onderdeel van de training worden de kandidaten, zonder kennis vooraf, ontvoerd en gemarteld met als doel hen te harden voor situaties waarbij zij in de handen van een vijand terechtkomen. Voorts dienen ze Arabisch te leren en marsen van 120 kilometer de klok rond te kunnen lopen. De eisen die aan de kandidaten gesteld worden zijn dusdanig hoog dat niet iedereen in aanmerking komt voor een plaats binnen de eenheid.

## Bekende leden

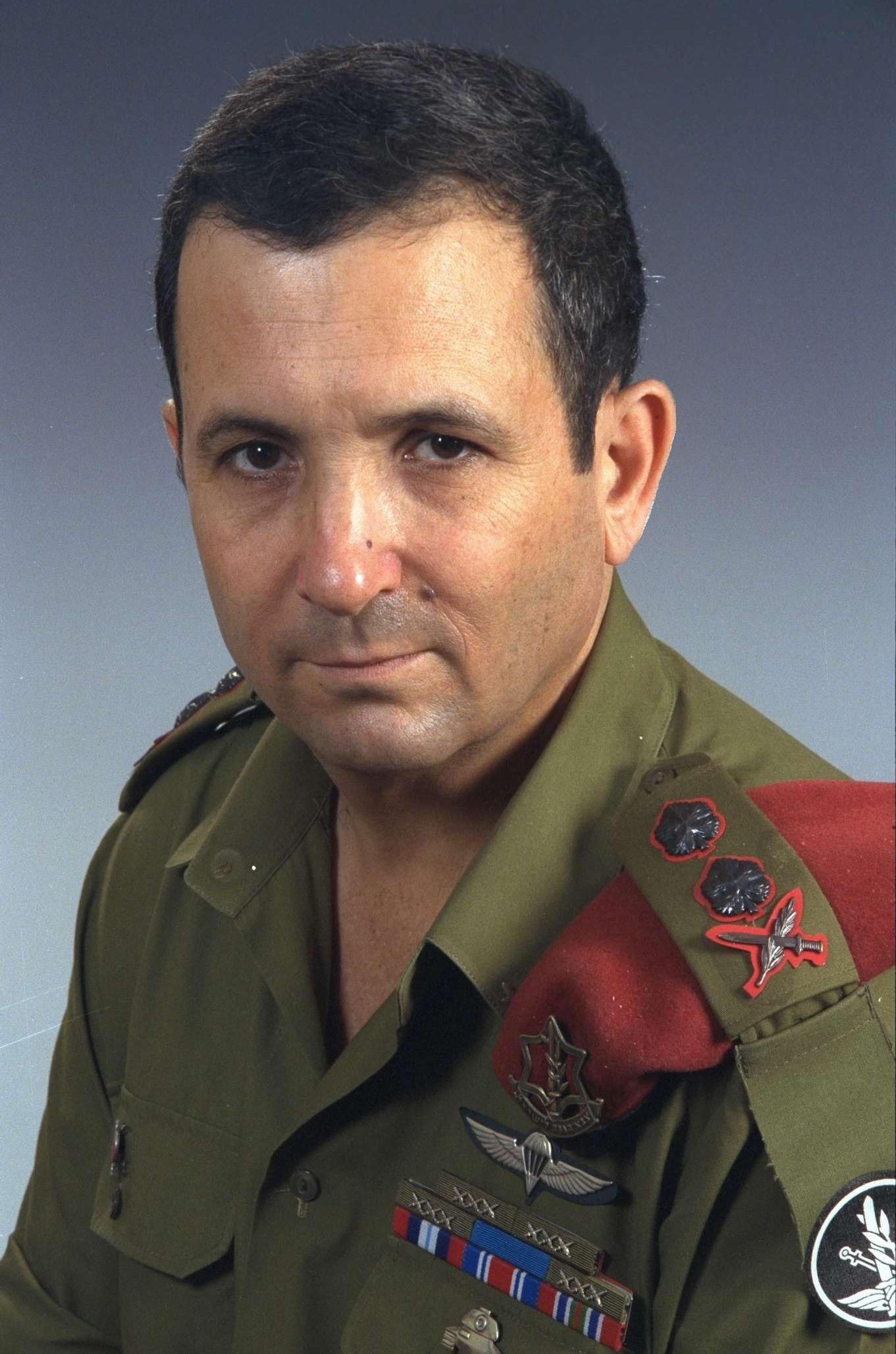
Ehud Barak

Een aantal oudgedienden van Sayeret Matkal hebben hoge posities in Israëls militaire en politieke echelons veroverd; een aantal van hen werden generaals en/of leden van de Knesset. Ehud Baraks carrière is exemplarisch: als dienstplichtig in 1959 volgde hij later luitenant Meir Har-Zion van de commando-eenheid Unit 101 op als Israëls meest onderscheiden soldaat. Tijdens zijn periode bij Sayeret Matkal, leidde Barak de operaties Isotoop in 1972 en "de Bron van Jeugd" (Spring of Youth) in 1973. Hij maakte later diverse promoties om uiteindelijk de stafchef van IDF te zijn tussen 1991 en 1995. In 1999 werd Ehud Barak de tiende premier van Israël.
- Nadav Argaman - was teamleider en is directeur van de Sjabak per 2016.
- Doron Avital - was commandant van 1992-1994. Lid van de achttiende Knesset voor Kadima
- Naftali Bennett – leider van Het Joodse Huis, een politieke partij.[11]
- Moshe Betzer – was onderbevelhebber bij Operatie Entebbe.[12]
- Nechemya Cohen – samen met Barak meest onderscheiden soldaat van de eenheid van IDF. Gesneuveld in het harnas. Beit Nechemya was gebouwd door de eenheid om hem te gedenken.[13]
- Avi Dichter – was soldaat en werd later hoofd van de algemene veiligheidsdienst van Israël (Sjabak), uiteindelijk werd hij de minister voor binnenlandse veiligheid.[14]
- Daniel M. Lewin – mede-oprichter van Akamai Technologies. Hij was een van de eerste slachtoffers van de aanslagen op 11 september 2001.[15]
- Benjamin Netanyahu – teamleider van eenheid, afgestudeerd aan MIT, premier van Israel.[6]
- Iddo Netanyahu – schrijver en radioloog. De jongere broer van Benjamin Netanyahu.[6]
- Yonatan Netanyahu – commandant van de eenheid, gesneuveld bij "Operation Thunderbolt" (Entebbe, Oeganda). De oudere broer van Benjamin Netanyahu.[6]
- Shaul Mofaz – plaatsvervangende commandant van de eenheid, later stafchef van IDF en Defensieminister van Israël.[6]
- Moshe Yaalon – commandant van eenheid, later stafchef van IDF, Minister van Israël voor Strategische Kwesties en defensieminister van Israël.[16]
- Uzi Yairi – commandant van eenheid, voorheen hoofd van de IDF-paratroepers brigade, als soldaat omgekomen bij Savoy Operation (hij zat toen al niet meer bij de eenheid).[6]
- Danny Yatom – plaatsvervangende commandant van de eenheid, werd later generaal bij IDF, hoofd van Mossad en lid van Knesset.[14]

Een wijdverbreid misvatting is dat de vroegere premier van Israël, Ariel Sharon, binnen de eenheid zou hebben gediend. Sharon heeft wel de eerste speciale commando-eenheid, Eenheid 101, opgericht in 1953. Toen leden van deze eenheid later opgingen in Paratroopers Brigade (luchtlandingstroepen) werd Sharon commandant van deze brigade, hij heeft echter nooit binnen Sayeret Matkal gediend.

## Operaties
De volgende operaties wordt aan Sayeret Matkal toegeschreven, bij meer complexe operaties in samenwerking met andere speciale en/of reguliere eenheden;
- 31 oktober 1968 – Operatie Schok – het saboteren van een krachtcentrale en bruggen over de Nijl in Egypte, in samenwerking met de Israëlische luchtmacht
- 19 juli 1969 – Operatie Bulmus 6 – een aanval op een gefortificeerde eilandje (Green Island (Egypte)) in samenwerking met Shayetet 13 om de daar gestationeerde Egyptische radar-installatie en ELINT te vernietigen.[17]
- 9 mei 1972 – Operatie Isotoop – het bevrijden van gijzelaars bij de kaping van Sabena-vlucht 571 in Tel Aviv, Israël.[8]
- 1972 – Operatie Krat 3 – het ontvoeren van vijf Syrische militairen, om te ruilen met twee Israëlische gevangenen.[8]
- 9 april 1973 – Operatie Bron van Jeugd – het doden van de leiders van Zwarte September in Beiroet (Libanon) in samenwerking met Shayetet 13.[8]
- 1973 – Jom Kippoeroorlog – heroveren van het berg Hermon op Syrische commando's (in samenwerking met Golani Brigade); onderscheppingsoperaties diep in Egypte en Syrië.[10]
- 15 mei 1974 – Gijzeling in Ma'alot – het beëindigen van gijzeling op school. Met 22 dode en 68 gewonde kinderen wordt dit als een weinig succesvolle operatie beschouwd.[6]
- 6 maart 1975 – Operatie Savoy – het bevrijden van gegijzelde hotelgasten.[6]
- 4 juli 1976 – Operatie "Thunderbolt" (Operatie Jonathan) – het bevrijden van gijzelaars nadat een toestel van Air France gekaapt werd en in Entebbe (Oeganda) landde.[6][18]
- 11 maart 1978 – Kustwegaanslag – het bevrijden van gegijzelde buspassagiers.[6][9]
- 7-8 april 1980 – Gijzeling in Misgav Am – Kibboets - het beëindigen van gijzeling bij crèche. Bij de aanvang van de gijzeling werd een tweejarige kleuter vermoord.[9]
- 1982 – Israëlisch-Libanese Oorlog (1982) – diverse operaties achter de linies waarbij sluipschutters erin slaagden om Yasser Arafat in het vizier te krijgen maar geen toestemming kregen om te vuren.[4]
- 12-13 april 1984 – Incident buslijn 300 – het bevrijden van gegijzelde buspassagiers, waarbij twee gijzelnemers gedood en twee anderen gevangen genomen werd. De laatste twee werden daarna standrechtelijk geëxecuteerd door medewerkers van Sjien Beet.[19]
- 16 april 1988 – Tunis Raid – liquidatie van Abu Jihad, in Tunis, Tunesië.
- 28 juli 1989 – Ontvoering van sjeik Abdul-Karim Obeid, Libanon (zieRon Arad).[9]
- 1992 & 1999 – Operatie Braamstruik I & II – Plannen om de Iraakse president Saddam Hussein te elimineren.[20]
- 1994 – Ontvoering van Mustafa Dirani in Libanon (zieRon Arad).[9]
- 14 oktober 1994 – Nachshon Wachsman – een mislukte bevrijdingsactie van een IDF-soldaat.[21][22]
- 2006 – Israëlisch-Libanese Oorlog (2006): Operatie "Sharp and Smooth" – het ontregelen van wapensmokkel (in samenwerking met de Shaldag Unit); bij een van de operaties is de eenheid ontdekt waarbij luitenant kolonel Emmanuel Moreno sneuvelde en twee andere gewond raakten in de daaropvolgende schotenwisseling).[23]
- 5 september 2007 – Het verzamelen van grondmonsters in Syrië - onder andere - in voorbereiding op Operatie "Orchard": het bombarderen van vermeende Syrische nucleaire reactor.[24]
- 2014 - Operatie "Protective Edge" gedurende het conflict in de Gazastrook 2014.

## Boeken
- (en)  Betser, Moshe, Robert Rosenberg (ghostwriter) (1996). Secret Soldier The autobiography of Israel's Greatest Commando. Simon & Schuster, Londen. ISBN 0-684-81683-0.
- (en)  Payne, Ronald (1990). Mossad, Israel's most secret service. Bantam Press. ISBN 9061208785.